# Filistata tarimuensis
Filistata tarimuensis är en spindelart som beskrevs av Hu och Wu 1989. Filistata tarimuensis ingår i släktet Filistata och familjen Filistatidae. Inga underarter finns listade i Catalogue of Life.